# جذفم زخرفي
جذفم زخرفي أو رسَّاسة المتوسط (الاسم العلمي: Rhizostoma pulmo) هو نوع من الحيوانات يتبع جنس الجذفم من الفصيلة الجذفمية.